# Lorenzo Lotto
Lorenzo Lotto (mezi 1480 a 1482 Benátky – po 1. září 1556 Loreto) byl italský renesanční malíř, který, ač narozen v Benátkách, většinu své umělecké kariéry působil mimo své rodné město. Byl autorem řady oltářních obrazů a polyptychů s náboženskou tematikou. Byl také dobrým malířem fresek, ale především to byl jeden z nejlepších portrétistů své doby. Jeho malířská díla se vyznačovala barevností a postavy v nich zobrazené měly již takové držení těla, které bylo předzvěstí nadcházejícího období manýrismu. Svou tvorbou se řadí k Giorgionovi a Tizianovi, nejvýznamnějším benátským malířům počátku 16. století.

## Životopis
Přestože máme řadu dokladů o Lottově životě (39 malířových dopisů, jeho knihu výdajů z let 1538 až 1556 a jeho závěť), víme jen velmi málo o jeho dětství a dílenském školení. Dokument z roku 1503 se o něm zmiňuje jako o synovi Benátčana Tomassa, malíře z Trevisa. Předpokládá se, že se vyškolil v některé z benátských malířských dílen, nejspíše v dílně Alvise Vivariniho (1450–1504). Jako malíř je poprvé zmíněn v Trevisu v letech 1503 až 1506, ale možná zde působil již dříve (1498). V tomto městě se Lottovi dostalo podpory ze strany Bernarda de'Rossi, který zde byl biskupem. Z vděčnosti mu Lotto v roce 1505 věnoval jeho vlastní podobiznu (dnes Capodimonte, Neapol). V roce 1506 Lotto odešel do města Recanati (Marche tj. Marca d'Ancona) ležícího nedaleko pobřeží Jaderského moře. Pro tamní kostel San Domenico namaloval velký polyptych nazvaný Trůnící Madona s dítětem a světci (mezi 1506 a 1508, dnes Pinacoteca Comunale, Recanati).

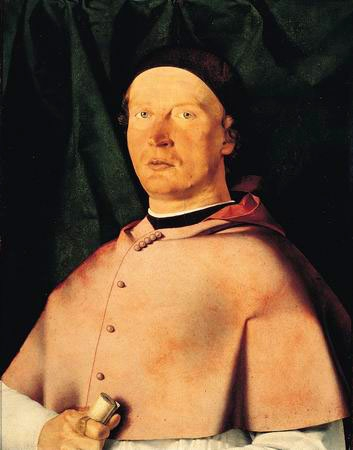
Portrét biskupa Bernarda de' Rossi (1505, Muzeum a národní galerie Capodimonte, Neapol, Itálie)

Po krátkém návratu do Trevisa Lotto na doporučení architekta Bramanteho (1444–1514) odešel do Říma, aby se zde podílel na výzdobě soukromých pokojů papeže Julia II. ve vatikánském paláci. V létě 1508 totiž byl do Říma pozván talentovaný Raffael Santi (1483–1520), kterého papež pověřil výzdobou těchto pokojů. Za své spolupracovníky si Raffael kromě Lorenza Lotta vybral ještě Bartolomea Squardiho, zv. Bramantino (1456–1530, Giovanni Antonia Bazziho, zv. Sodoma (1477–1549) a svého učitele Pietra Perugina (1446–1523). Fresky se však papeži nelíbily a po čtyřech letech byly nahrazeny novým projektem prováděným opět Raffaelem Santim. Někteří historici umění se však domnívají, že ve Stanza della Signature zůstala část fresky nazvaná Tribun předává pandekty císaři Justiniánovi. Freska je připisována Lorenzu Lottovi. Existují doklady, že Lotto za tyto práce dostal v březnu 1509 celkem 100 dukátů a v září téhož roku dalších 50. Na další objednávky však Lotto čekal marně a tak se v roce 1511 rozhodl Řím opustit a přes Florencii se vrátit do Recanati. A tak téměř jediným doložitelným dílem z Lottova římského pobytu je obraz Kající se sv. Jeroným (1509).

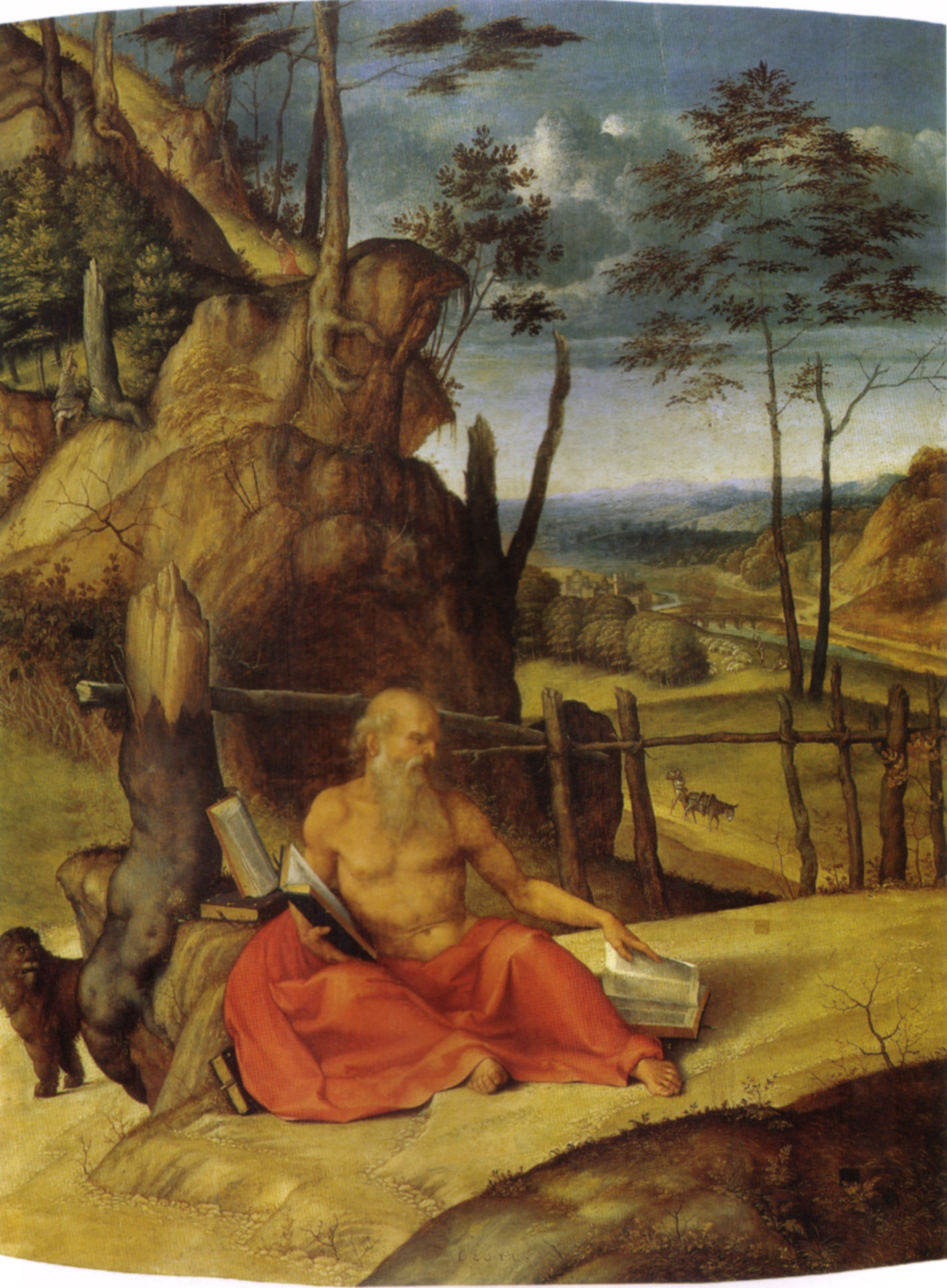
Kající se sv. Jeroným (1509, Andělský hrad, Řím, Itálie)

V roce 1513 Lotto přijal pozvání svého mecenáše Alessandra Martinenga a odebral se do Bergama, kde strávil téměř dvanáct úspěšných let. Během nich namaloval šest polyptychů a několik náboženských obrazů pro tamní církevní instituce. Vznikla zde také řada portrétů významných představitelů místních rodů. Z té doby se dochoval i jeho nejrozsáhlejší cyklus fresek pro Oratorio Suardi v nedalekém Trescore. V roce 1525 však Lotto nečekaně opustil Bergamo a odešel do rodných Benátek. Důvodem byla nabídka namalovat prestižní oltář věnovaný sv. Antonínovi pro benátský kostel Santi Giovanni e Paolo. Pro neshody s objednávajícími dominikány však malbu nezapočal. Navíc další objednávky od benátské republiky nepřicházely a tak jediným úspěchem bylo Lottovo jmenování členem výboru Arte dei Depentori (1531), kde působil spolu s Tizianem a dalšími významnými benátskými malíři. Úspěch však měly jeho portréty a devocionálie určené pro paláce bohatých Benátčanů.

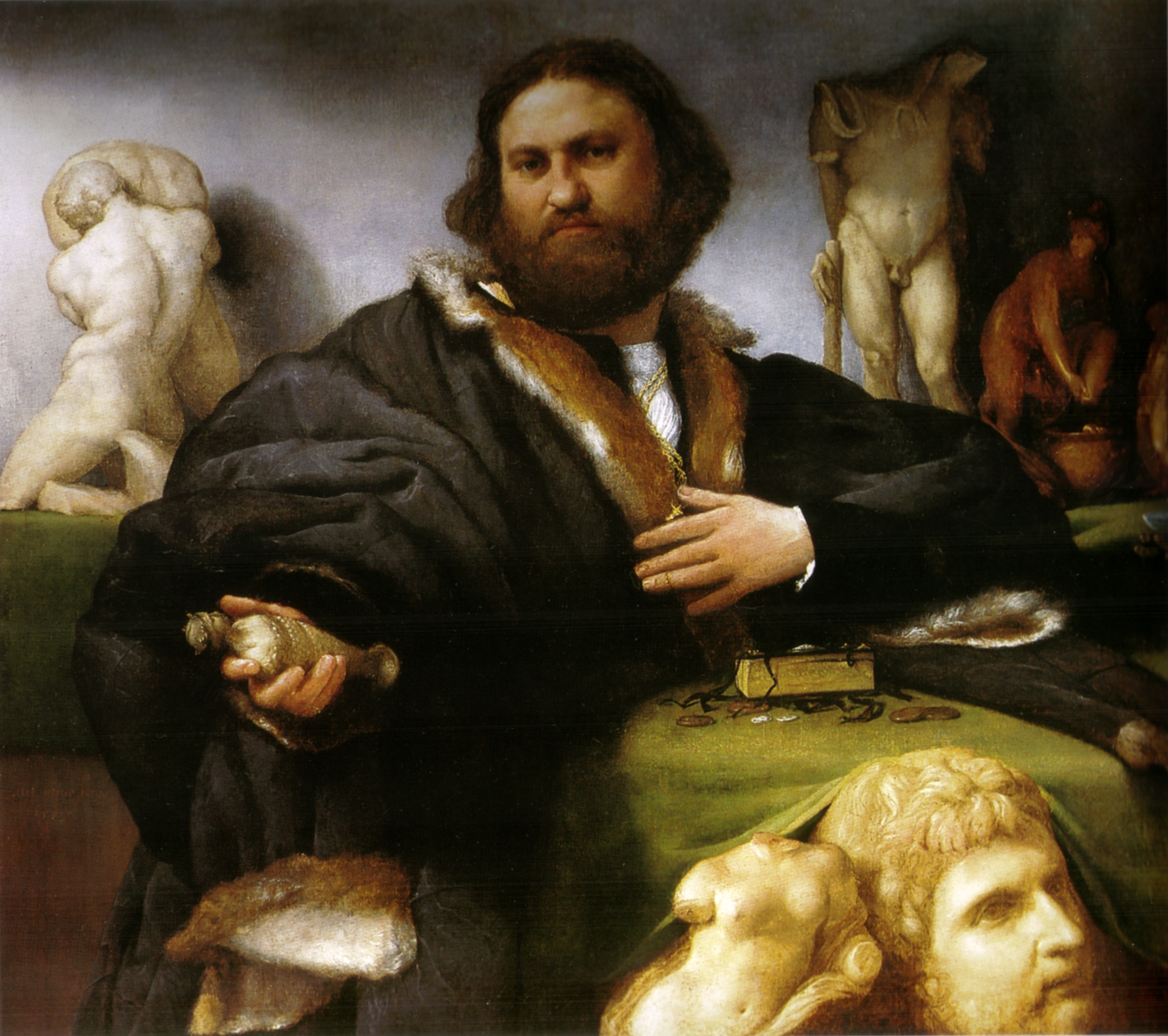
Portrét Andrey Odoniho (1527, Royal Collection, Hampton Court, V. Británie)

Dokladem toho je Portrét Andrey Odoniho (1488–1545), jenž byl významným humanistou a prodejcem starožitností. Protože se však nedostavil očekávaný úspěch, Lotto na jaře 1533 Benátky opustil a vrátil se do oblasti Recanati. V průběhu 30. let 16. století Lotto namaloval několik úspěšných oltářních obrazů, mimo jiné i velmi kvalitní Klanění pastýřů, ale v roce 1540 se však vrátil do Benátek. Setrval zde do roku 1542, tedy jen tak dlouho, aby zde konečně mohl namalovat oltář se sv. Antonínem udělujícím almužny pro benátský kostel Santi Giovanni e Paolo. V roce 1542 se vrátil do Trevisa, ale ani zde se nedočkal potřebných objednávek. Lotto se proto v roce 1545 znovu objevil v Benátkách v naději, že se mu dostane nějaké nové práce. Ale zde se začaly objevovat hlasy, že jeho malířský styl je již zastarávající. V roce 1549 však vyhrál zakázku na velký obraz Nanebevzetí Panny Marie pro kostel San Francesco alle Scale v Anconě. Pro další objednávky zde zůstal až do roku 1552. V důsledku zhoršujícího se zraku a sluchu Lotto odešel do Loreta, kde se stal laickým bratrem v dominikánské klášterní komunitě Santa Casa, kde na podzim 1556 nebo na počátku roku 1557 zemřel.

## Umělecká tvorba
Ačkoliv malířská tvorba Lorenza Lotta vycházela z benátského quattrocenta, dynamický pohyb jím namalovaných postav byl již předzvěstí nastupujícího manýrismu. S Lottovým jménem je také spojován vznik psychologického portrétu.

### Náboženské obrazy a portréty

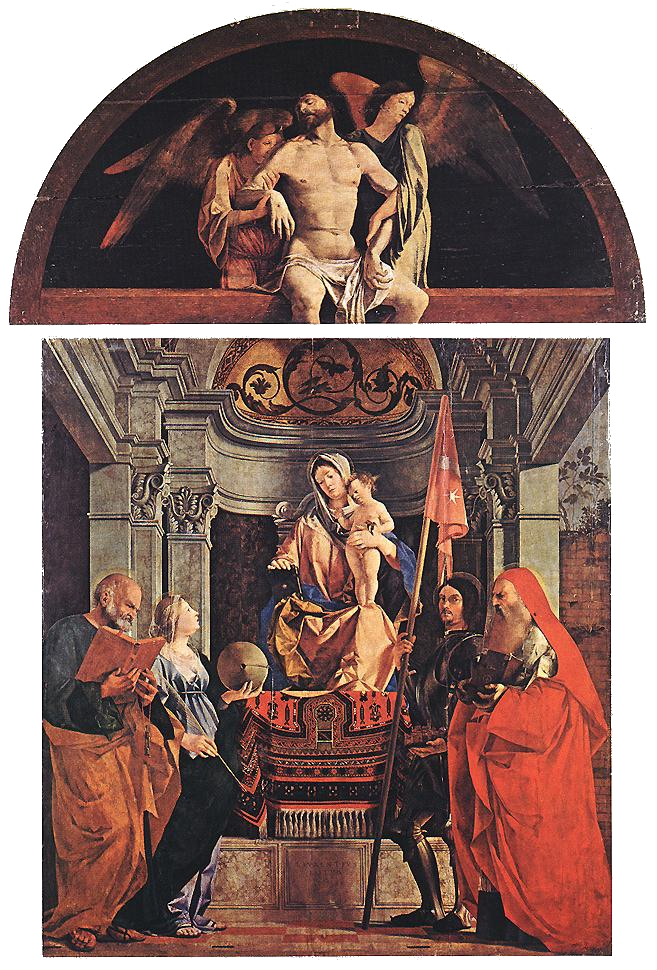
Madona s dítětem a sv. Petrem, sv. Kristýnou, sv. Liberálem a sv. Jeronýmem (1504/06, kostel sv. Kristýny, Treviso, Itálie)

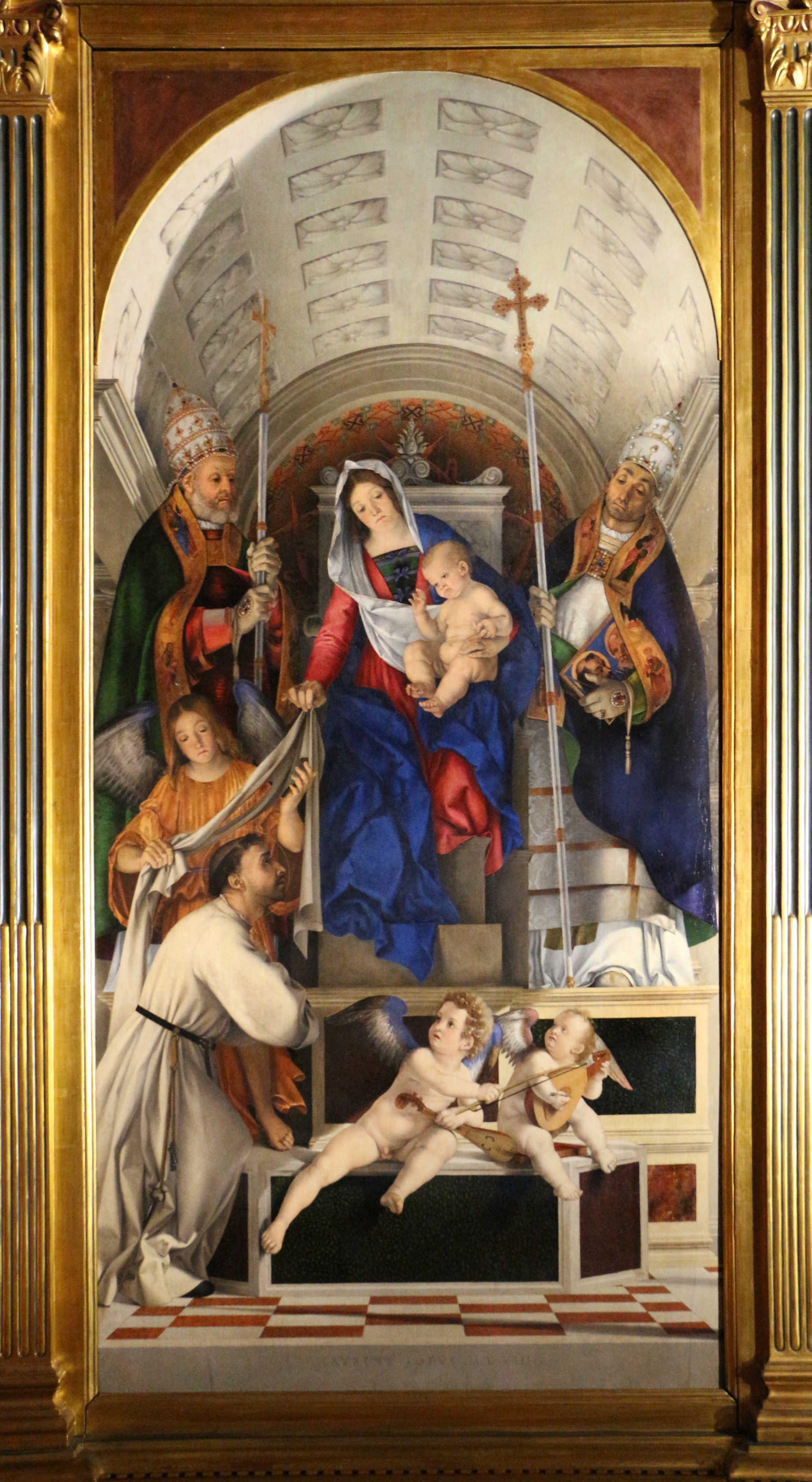
Centrální deska polyptychu s Trůnící Madonou a světci (Sacra Conversatione, 1506/08, Pinacoteca Comunale, Recanati, Itálie)

Lottova malířská díla v prvním desetiletí 16. století vykazovala vliv jeho benátských současníků. Dokládá to Pieta v lunetě treviského oltáře sv. Kristýny připomínající malířské kompozice Carla Crivelliho (1430/35–1495/1500). Naopak centrální část polyptychu v Recanati je reminiscencí oltářního polyptychu v benátském kostele sv. Zachariáše, který v roce 1505 namaloval Giovanni Bellini (1430/34–1516), či připomíná Giorgionův oltářní obraz Trůnící Madona s dítětem v Castelfrancu. Do této doby spadá i několik portrétů, mezi kterými vyniká Portrét mladého muže s lampou (dnes Uměleckohistorické muzeum ve Vídni). Zobrazeným mužem je Broccardo Malchiostro, mladý tajemník treviského biskupa Bernarda de' Rossi. Charakter portrétu odkazuje na znalost portrétů Antonella da Messina (1439–1479). Hádankou zůstává skrytá olejová lampa za závěsem odkazující na nějaký náboženský symbol.

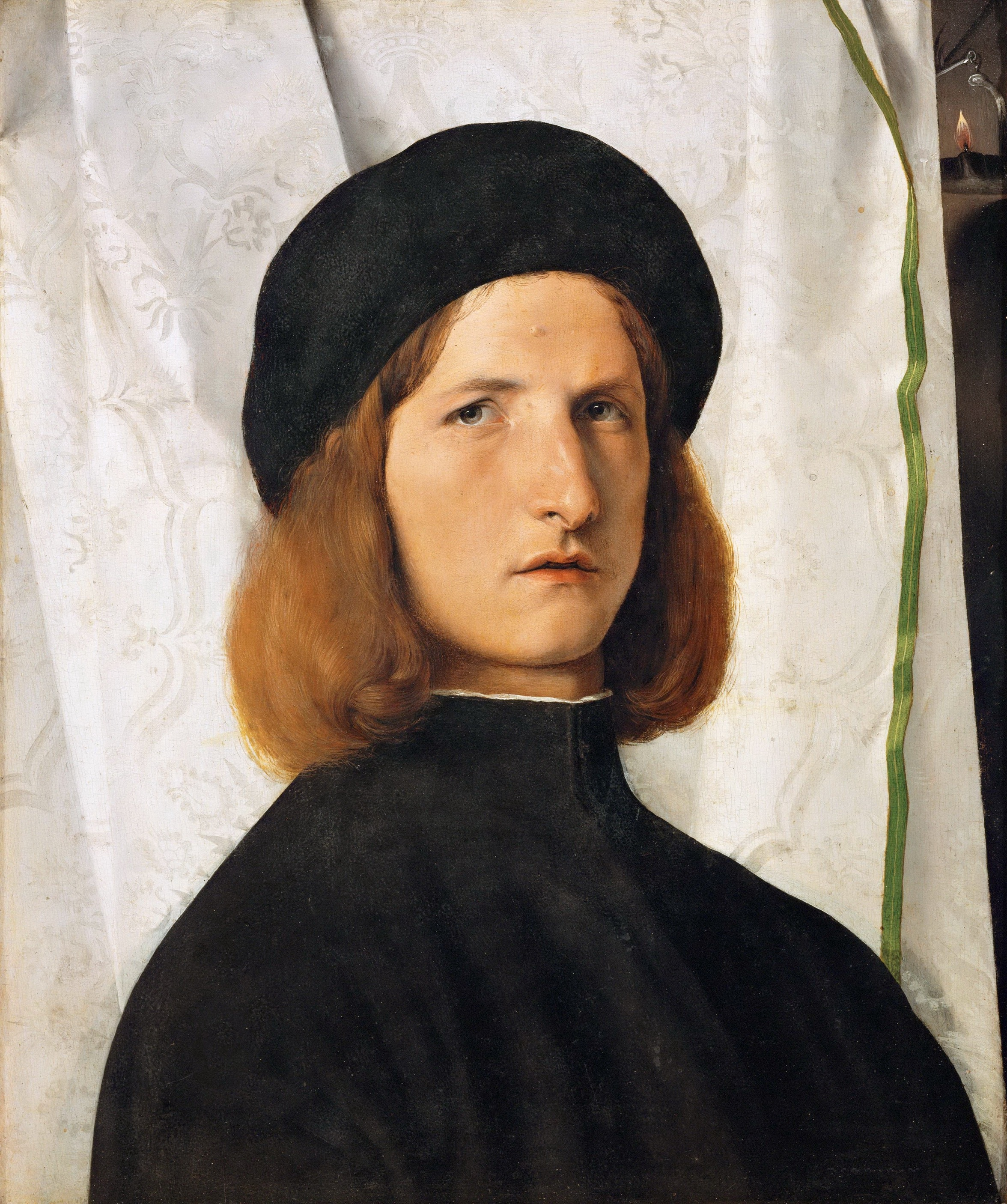
Portrét mladého muže s lampou (1506/10, Kunsthistorisches Muzeum, Vídeň, Rakousko)

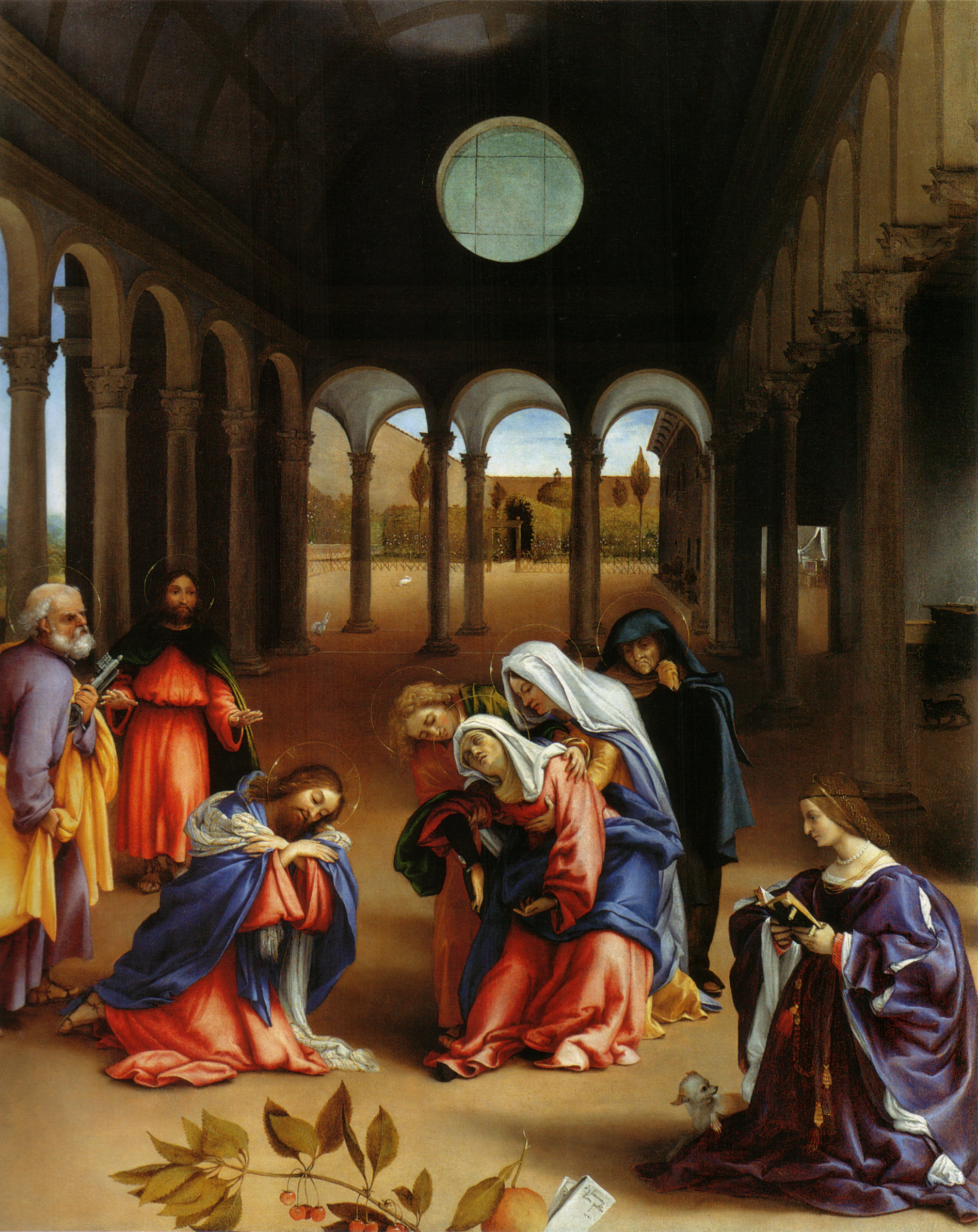
Kristus loučící se s matkou (1521, Gemãdegalerie Berlin, Německo)

Obraz Kristus loučící se se svou matkou, který si objednala rodina Tassiů, pochází z Lottova bergamského období. Je na něm zobrazen Kristus, Panna Marie a apoštolové v očekávání začátku Ježíšovy kazatelské činnosti. Klečící postava s knihou nacházející se v pravém dolním rohu obrazu je Elisabetha Rotta, manželka Domenica Tassiho. Přítomnost psíka odkazuje na manželčinu věrnost. Dramatický výjev odehrávající se v síni s výhledem do zahrady, krajiny a do další místnosti odkazuje na Mariin život. Výrazný pohyb některých postav odkazuje již na dobu nastupujícího manýrismu. V podobném manýristickém duchu Lotto namaloval i další obrazy jakými jsou Zvěstování (asi 1534, Villa Colloredo Mels, Recanati) nebo pozdější Nanebevzetí Panny Marie (1548/49, kostel San Francesco alle Scale, Ancona, Itálie).

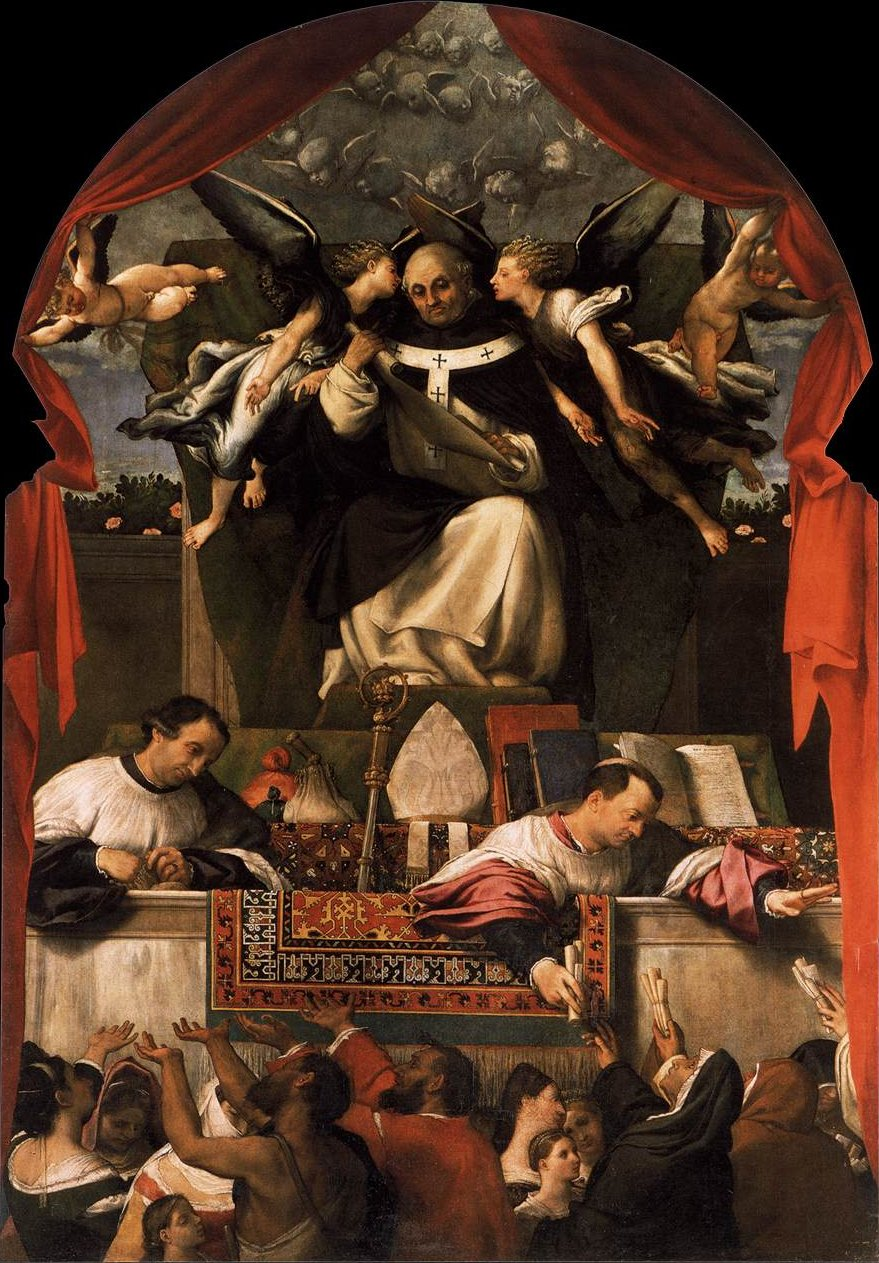
Sv. Antonín rozdává almužny (1542, kostel Santi Giovanni e Paolo, Benátky, Itálie)

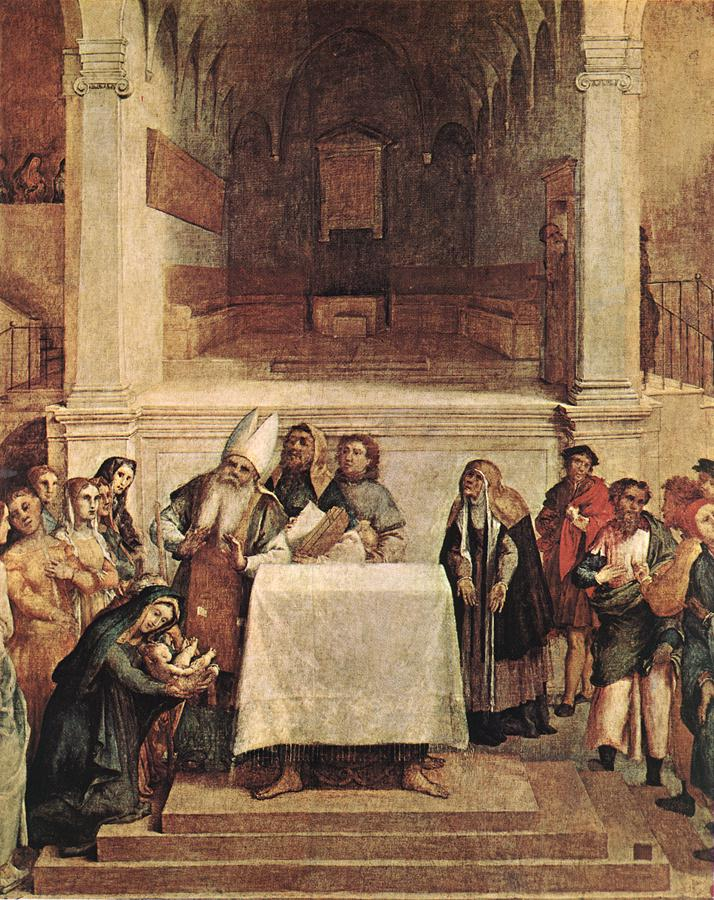
Ukázání Krista v chrámu (1554/55, Apoštolský palác a muzeum, Santa Case, Loreto, Itálie)

Lottův malířský styl se však s pokračující dobou stával stále více nemoderním. Dostavily se proto finanční potíže, kvůli kterým se vrátil do oblasti Marche. V roce 1549 zde získal zakázku na velký obraz Nanebevzetí Panny Marie pro kostel San Francesco alle Scale v Asconě. Vzhledem k dalším objednávkám zde zůstal až do roku 1552. V důsledku zhoršujícího se zraku a sluchu Lotto odešel do Loreta, kde se stal laickým bratrem v dominikánské klášterní komunitě Santa Casa. V tomto klášteře vznikl i jeho poslední oltářní obraz nazvaný Ukázání Krista v chrámu (1555), jenž je malířovou duchovní závětí. Sám se na obraze zpodobnil v postavě stojící v zadní řadě, která převyšuje okolí. Zde změnil i svou původní závěť, ve které si přál být pohřbe v benátském kostele Santi Giovanni e Paolo, a přijal závazek být pohřben v tomto klášteře, ve kterém také zemřel.

### Fresky

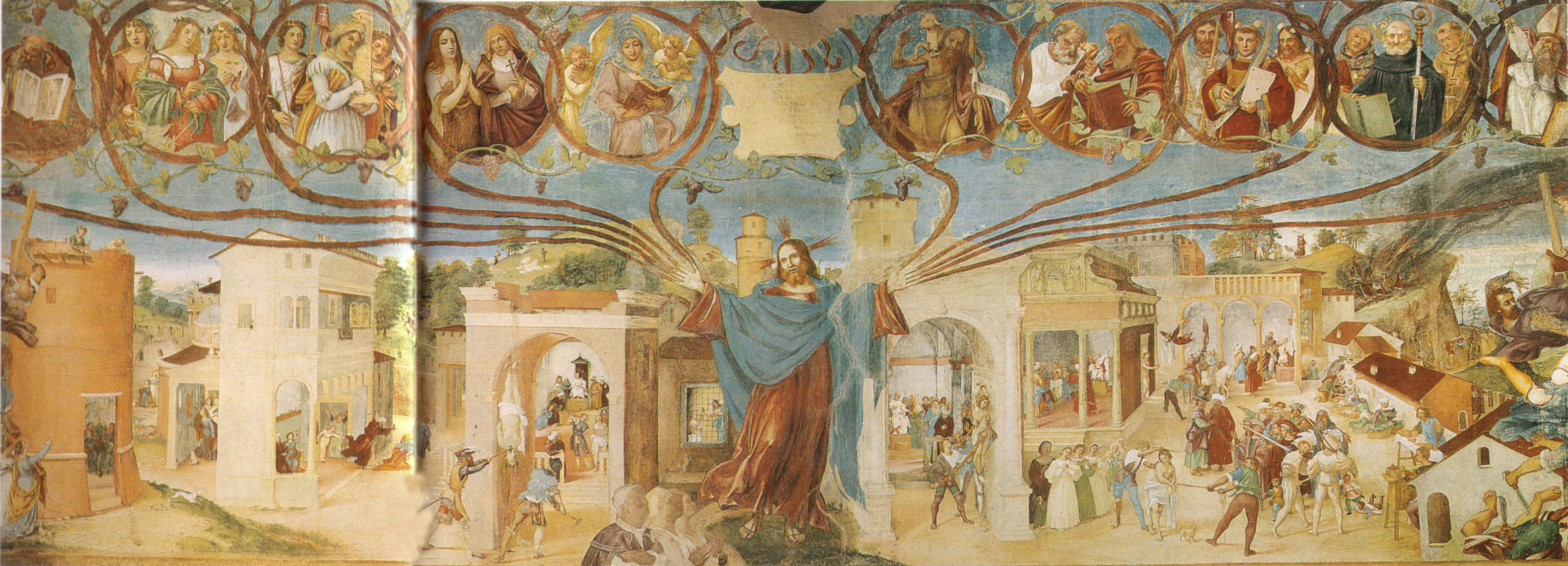
Kristus – dobro v životě světců (1524, soukromá kaple zasvěcená sv. Barboře a sv. Brigitě ve vile Suardiů, Trescore Balneario u Bergama, Itálie)

První fresky provedl Lorenzo Lotto již v Trevisu, ale stejně jako fresky ve Stanza papežského paláce, se nedochovaly. V roce 1523 si však Giovan Batista a Maffeo Suardiové objednali u Lorenza Lotta freskovou výzdobu soukromé kaple ve vile v Trescore Balneario u Bergama. Kaple byla zasvěcena sv. Barboře a sv. Brigitě. Freska dokončená v létě 1524 zobrazovala námět Kristus jako vinný keř spojující životy světců. Freska pokrývá tři stěny, z nichž jedna je věnována sv. Barboře, druhá sv. Brigitě a třetí sv. Maří Magdaléně spolu se sv. Kateřinou Alexandrijskou. Na severní stěně je zobrazena monumentální postava Krista odkazujícího na vinný keř, jehož ramena se doširoka rozbíhají a u stropu končí v kruhových cyklech s výjevy ze života světců. Tento freskový cyklus je nejrozsáhlejším freskovým dílem Lorenza Lotta. Druhý cyklus fresek Lotto namaloval v létě 1525 pro kapli ve farním kostele San Michele al Pozzo Bianco poblíž Porta Sant'Agostino. Z té doby pochází i třetí cyklus fresek určený pro lodžii kostela San Giorgio v Credaru. Dnes již málo zřetelnou fresku Lotto dokončil bezprostředně před odchodem z Bergama.

### Kresby, intarzie a vzory koberců

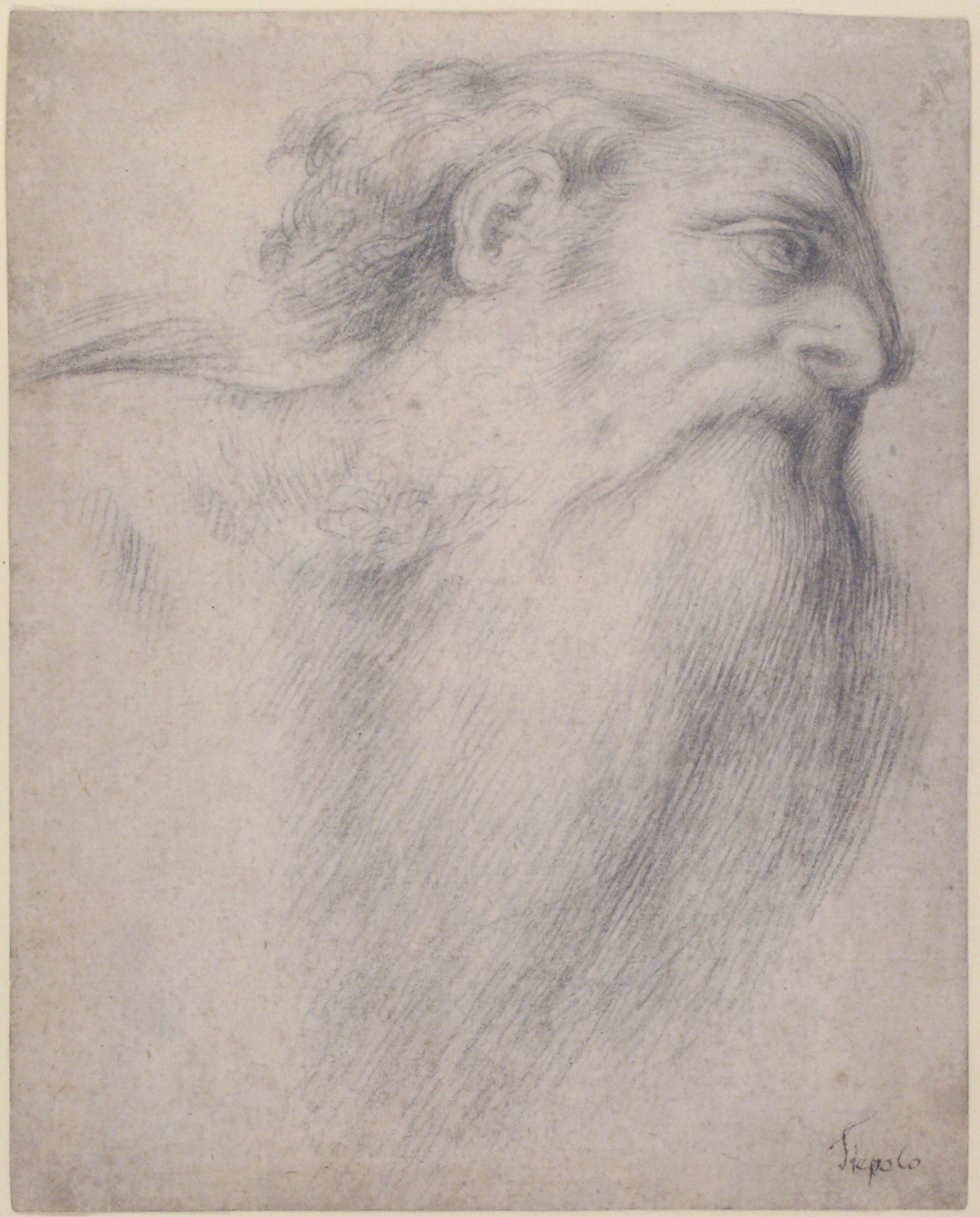
Hlava muže s plnovousem (černá křída na papíře; 1516/17, Metropolitní muzeum, New York, USA)

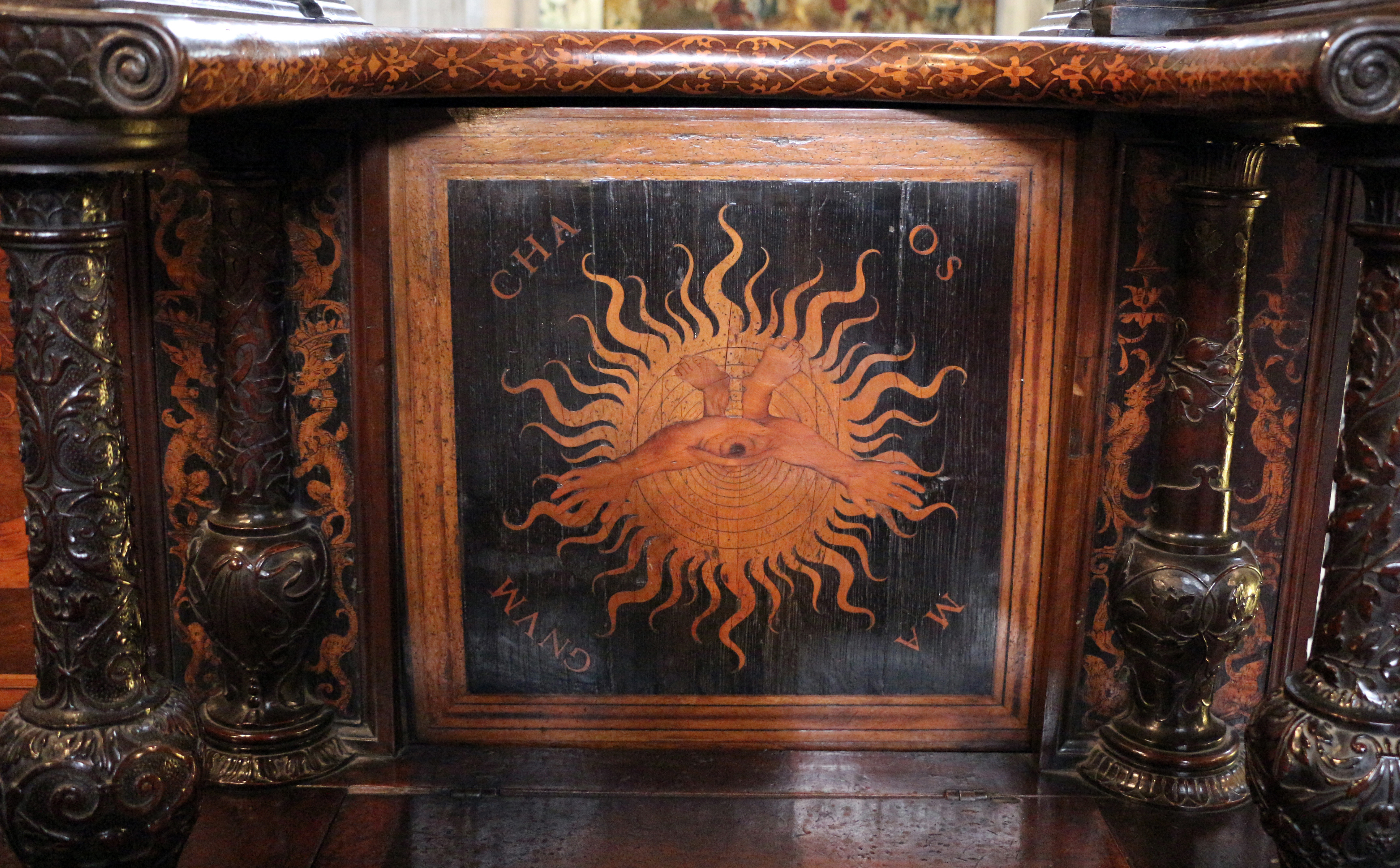
Intarzie pro chórové lavice (mezi 1524 a 1532; chór kostela Santa Maria Maggiore, Bergamo, Itálie)

Všestrannost Lottovy tvorby v letech jeho působení v Bergamu dokládají četné kresby postav nebo biblických výjevů, které byly výchozím materiálem nejen pro jeho obrazy, ale také pro sérii intarzií chórových lavic pro kostel Santa Maria Maggiore v Bergamu. Jejich postupná realizace započala mezi březnem a červnem 1524, ale celý cyklus byl dokončen až v roce 1532. Práce provázela pravidelná korespondence mezi Lorenzem Lottem a zadavatelem cyklu, kterým bylo Consorzio della. Třicet přípravnách kartonů k těmto intarziím bylo nakonec malířem nabídnuto k prodeji v aukci v roce 1550. Jeho malířskou všestrannost dokládá i šest vyobrazení tkaných koberců, jejichž vzory bývají spojovány s malířovým jménem. První vyobrazení anatolských koberců najdeme na oltářních obrazech, které Lotto namaloval pro kostel sv. Kristýny v Tiverone a později pro Santo Spirito v Bergamu (1521). Dokládá to zálibu Benátčanů v drahých importech.
'

## Umělecko-historický význam díla Lorenza Lotta
Lorenzo Lotto patří k fascinujícím malířských osobnostem v renesančních Benátkách, a v severní Itálii obecně. Vzhledem k jeho častým pobytům mimo rodné město byl v Benátkách zastíněn Tizianem a později zcela zapomenut. Jeho umělecký přínos byl znovu připomenut americkým historikem umění Bernardem Berensonem (1865-1959) v práci Lorenzo Lotto : An Essay in Constructive Art Criticism (1895). Opravdové umělecké „vzkříšení“ Lorenza Lotta přinesla výstava jeho děl v Benátkách (1953), po které vyšla i řada monografií, včetně té z roku 1997.